# Thomas Chandler junior
Thomas Chandler jr. (* 23. Septemberjul. / 4. Oktober 1740greg. in Woodstock, Colony of Connecticut; † 22. Mai 1798 in Chester, Vermont) war ein Vermonter Kolonialführer, der auch Gründer von Chester war. Er war Sprecher des Repräsentantenhauses von Vermont. Zusätzlich war er der erste Secretary of State von Vermont.

## Leben
Thomas Chandler jr. wurde als Sohn von Thomas Chandler sen. und Elisabeth Chandler in Woodstock, Connecticut geboren. Der jüngere Chandler wurde zum Stadtschreiber von Chester bei der Gründungsversammlung im Jahr 1763 berufen. Diese Gründungsversammlung fand in Worcester, Massachusetts statt. Das Amt hatte er bis 1765 inne. Erneut als Stadtschreiber war er von 1777 bis 1779 tätig.
Chandler war von 1766 bis 1775 Richter am Zivilgericht und Friedensrichter. Dieses Amt hatte er auch während der Landstreitigkeiten um die New Hampshire Grants unter der Schirmherrschaft der Provinz New York inne. Nach dem Westminster Massacre gab Chandler sein Amt auf, da er mit der Partei sympathisierte, die die Ansprüche New Yorks ablehnte.
Während der Amerikanischen Revolution arbeitete er als Richter am Superior Court, außerdem war er einer der Vermonter Sequestrations-Kommissare, die zuständig waren für Beschlagnahme des Besitzes der Loyalisten zugunsten der Regierung von Vermont.
Chandler diente in der Miliz und erreichte den Rang eines Majors. Im Jahr 1778 wurde er in das Repräsentantenhaus von Vermont gewählt. Seine Amtszeit ging bis 1781. Im März 1778 wurde er zum Sekretär des Repräsentantenhauses gewählt und somit zum Secretary of State, als erster, der diese Position innehatte.
Chandler wurde im Oktober 1778 zum Sprecher des Repräsentantenhauses gewählt, dieses Amt übte er bis 1780 aus. Von 1779 bis 1780 war er zudem Mitglied im Governor’s Council. Er kehrte im Jahr 1787 in das Repräsentantenhaus für eine weitere Amtszeit zurück.
Schwere Erkrankungen mehrerer Familienmitglieder in den frühen 1790er Jahren brachten Thomas Chandler junior in finanzielle Schwierigkeiten. Er stellte bei der Regierung erfolgreich eine Petition zugunsten eines Insolvenzrechts.
Thomas Chandler war mit Sarah Chandler († 1764) verheiratet. Das Paar hatte fünf Kinder.
Chandler starb in Chester am 22. Mai 1798.